# Jugoslovanska hokejska liga 1968/69
Sezona 1968/69 jugoslovanske hokejske lige je bila šestindvajseta sezona jugoslovanskega prvenstva v hokeju na ledu. Naslov jugoslovanskega prvaka so trinajstič osvojili hokejisti slovenskega kluba HK Jesenice. 

## Končni vrstni red
1. HK Jesenice
2. KHL Medveščak
3. HK Olimpija Ljubljana
4. HK Partizan Beograd
5. HK Kranjska Gora
6. HK Slavija Vevče
7. OHK Beograd
8. KHL Mladost Zagreb